# دخيل فارسي
الدخيل الفارسي (البِرسِسم، من Pers(icus)_-ism) هو كل لفظ دخيل أو معنى أخذته عن الفارسية اللغات الأخرى.

## وصلات خارجية
- wikisource:ar: كتاب سيبويه - الجزء التاسع، باب اطراد الإبدال في الفارسية